# Vrchovany
Vrchovany (en allemand : Wrchhaben) est une commune du district de Česká Lípa, dans la région de Liberec, en Tchéquie. Sa population s'élevait à 119 habitants en 2025.

## Géographie
Vrchovany se trouve à 3 km au nord-est de Dubá, à 15 km au sud-sud-est de Česká Lípa, à 42 km au sud-ouest de Liberec et à 55 km au nord-nord-est de Prague.
La commune est limitée par Chlum au nord, par Skalka u Doks au nord-est et par Dubá à l'est, au sud et à l'ouest.

## Histoire
La première mention écrite du village date de 1402.

## Galerie

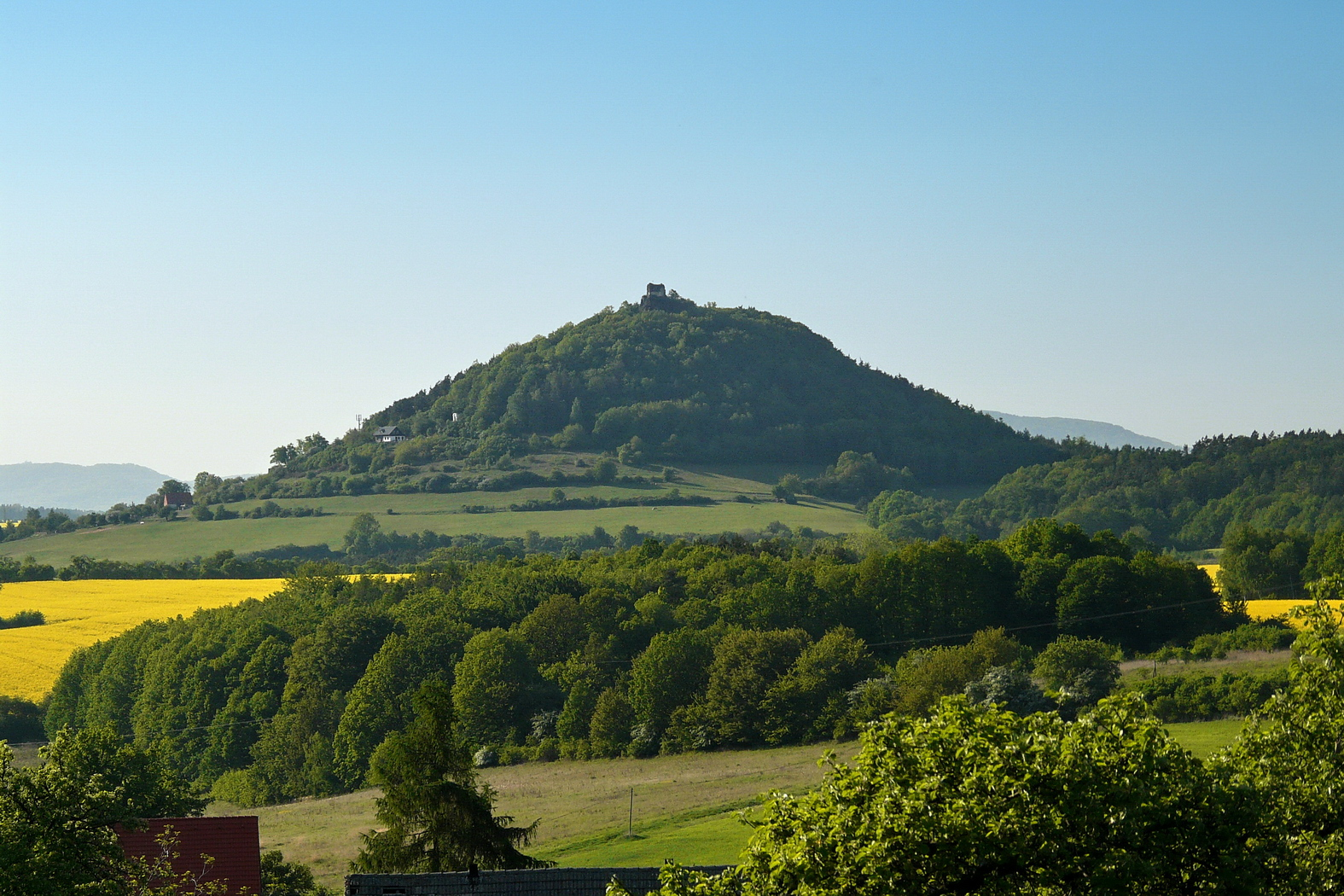
Berkovský vrch (482 m).
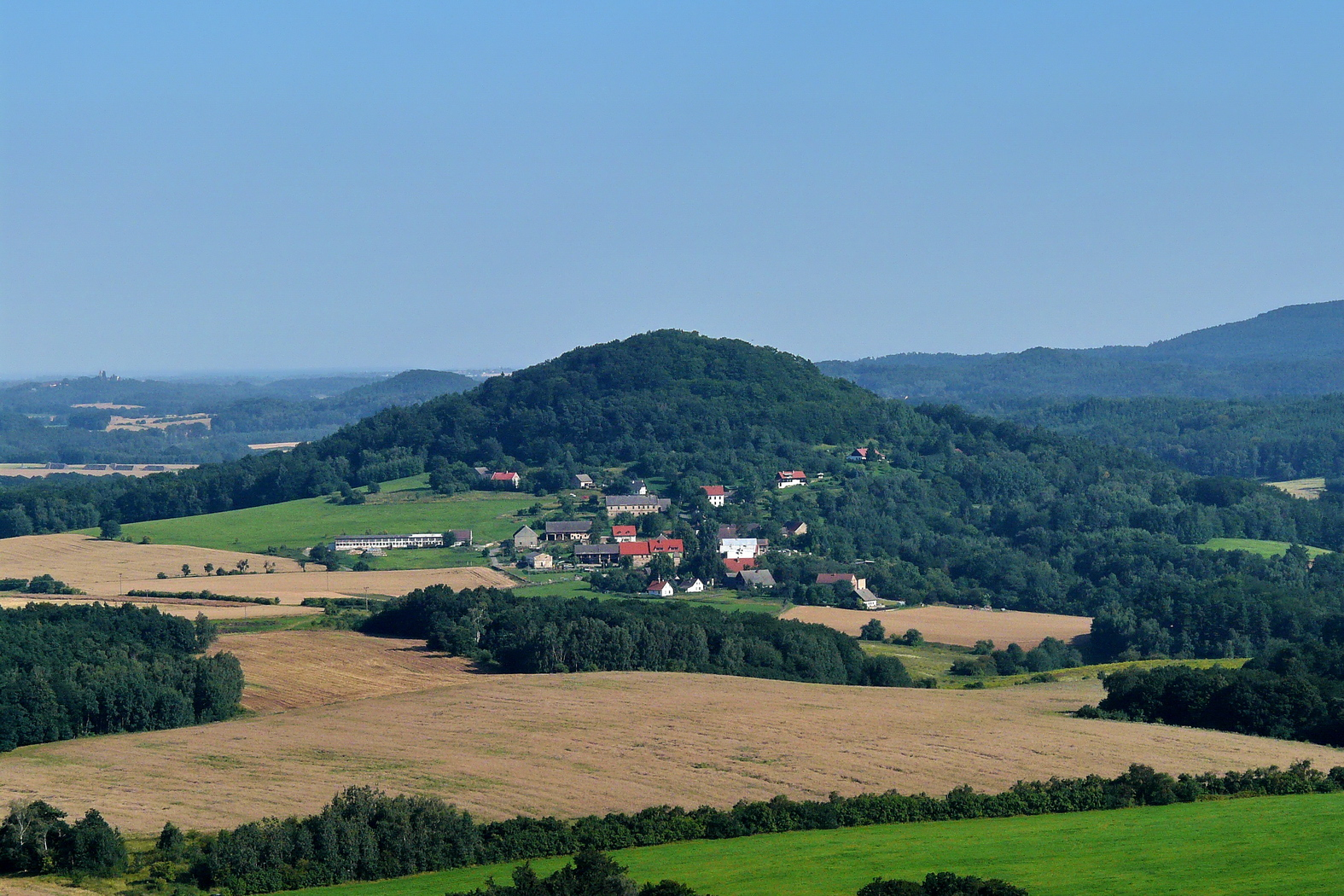
Korecký vrch vu depuis Stary Bernštejn.

## Transports
Par la route, Vrchovany se trouve à 6 km de Doksy, à 21 km de Česká Lípa, à 61 km de Liberec et à 70 km de Prague.